# Франс Гін
Франс Гін (нід. Frans Hin, 29 січня 1906 — 6 березня 1968) — нідерландський яхтсмен.
Олімпійський чемпіон 1920 року в класі Дінгі 12 футів.